# Seerenbachwaterval
De Seerenbachfälle bij Betlis, gemeente Amden, aan de Walensee is een cascade van drie watervallen met een totale hoogte van 585 meter. De bovenste fase heeft een valhoogte van 50 meter, de middelste fase is met 305 meter na de Mürrenbachwaterval en de Buchenbachwaterval de twee na hoogste waterval van Zwitserland. In het gebied van de 190 meter hoge onderste fase ontspringt de Rinbron. De Seerenbachwaterval werd in april 2006 opnieuw ingemeten; tot dan gold de Staubbachfall in Berner Lauterbrunnen als hoogste waterval.
De Seerenbachwaterval en de Rinbron zij een geliefde bezienswaardigheden van Weesen, een belangrijke plaats aan het meer aan het westeinde van het meer. De waterval is te bereiken via een doodlopende weg aan de noordzijde van de Walensee.

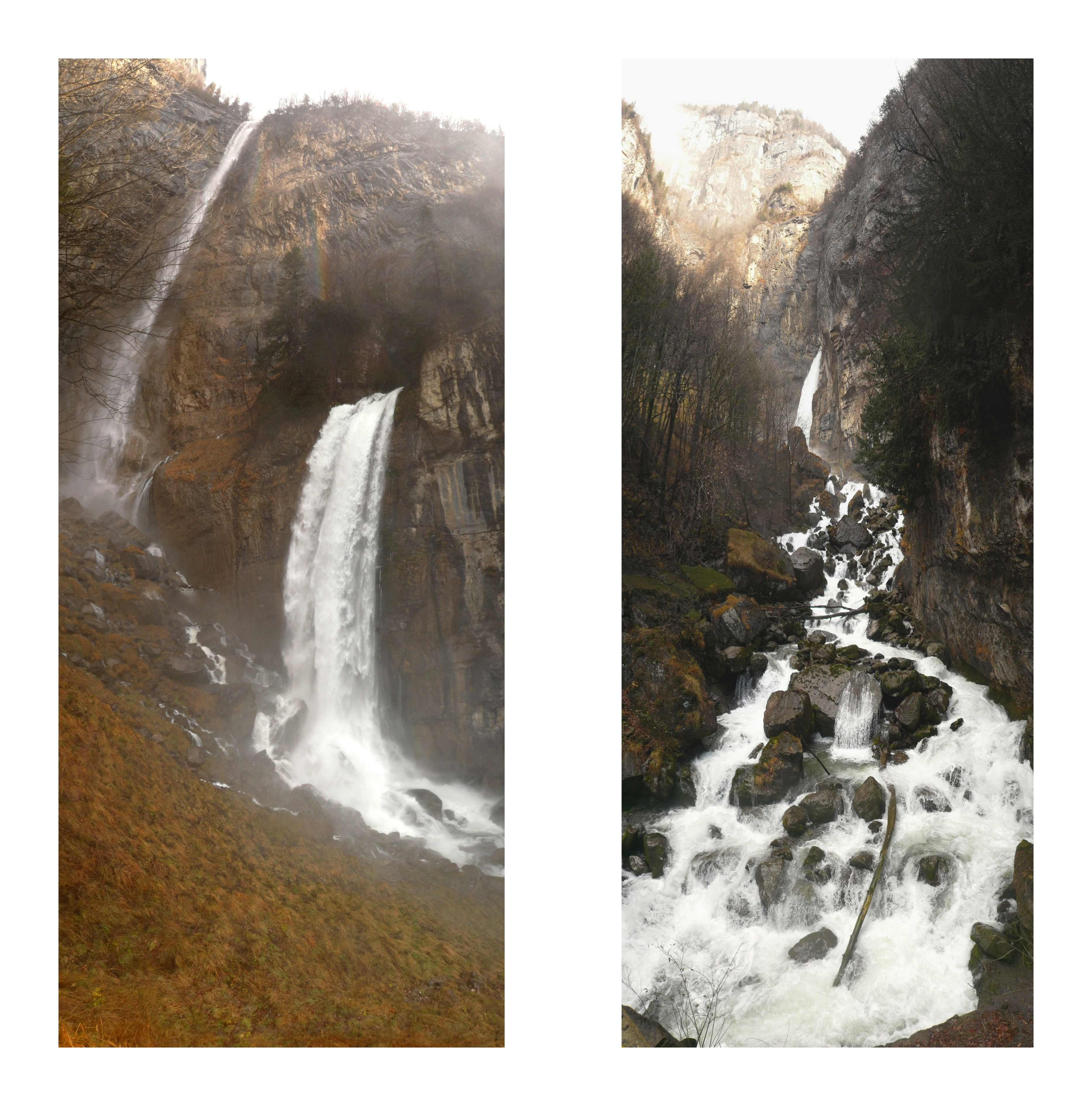
onderste fase (links) met Rinbron
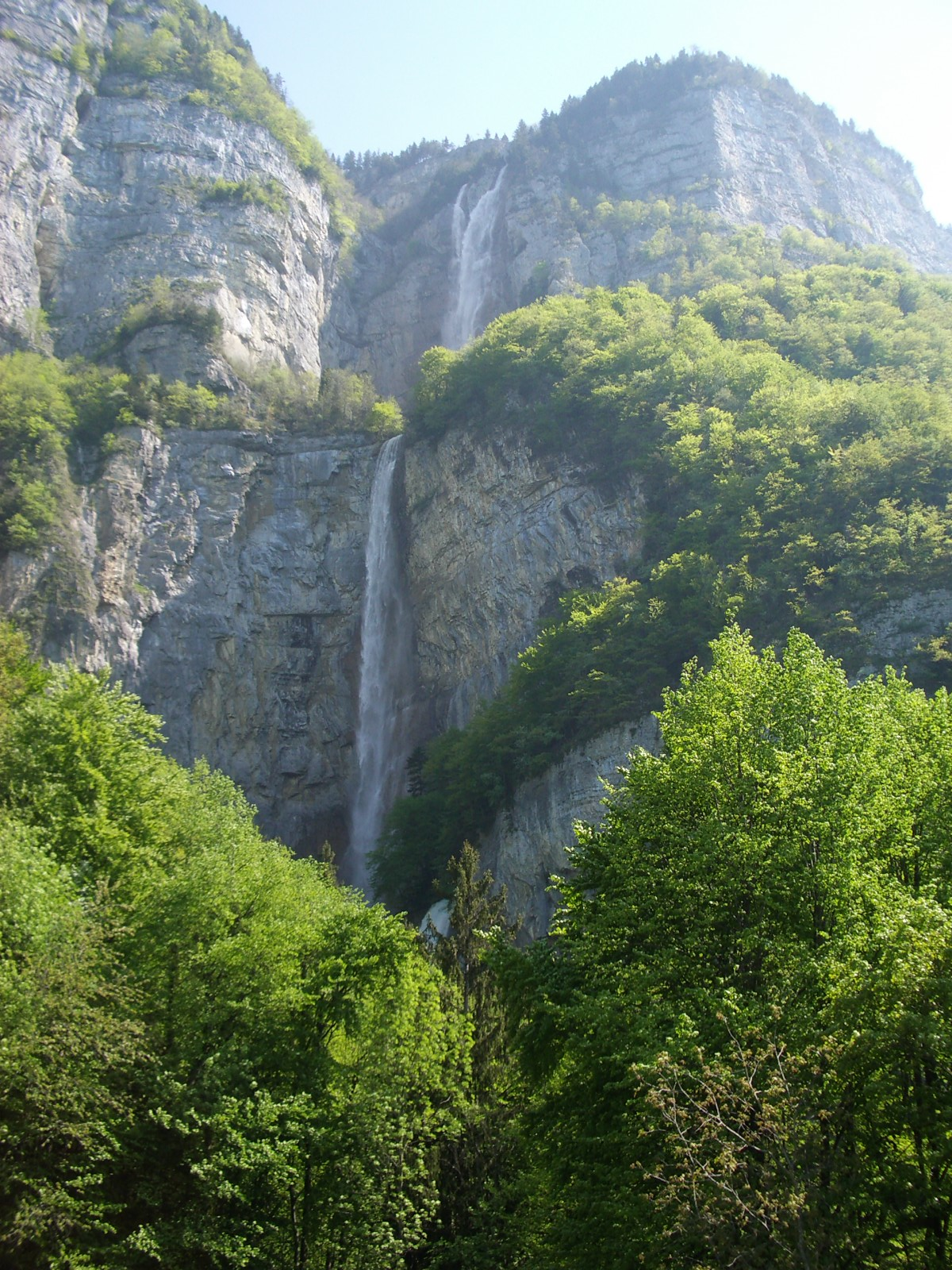
onderste fase met grotendeels verborgen Rinbron onderin
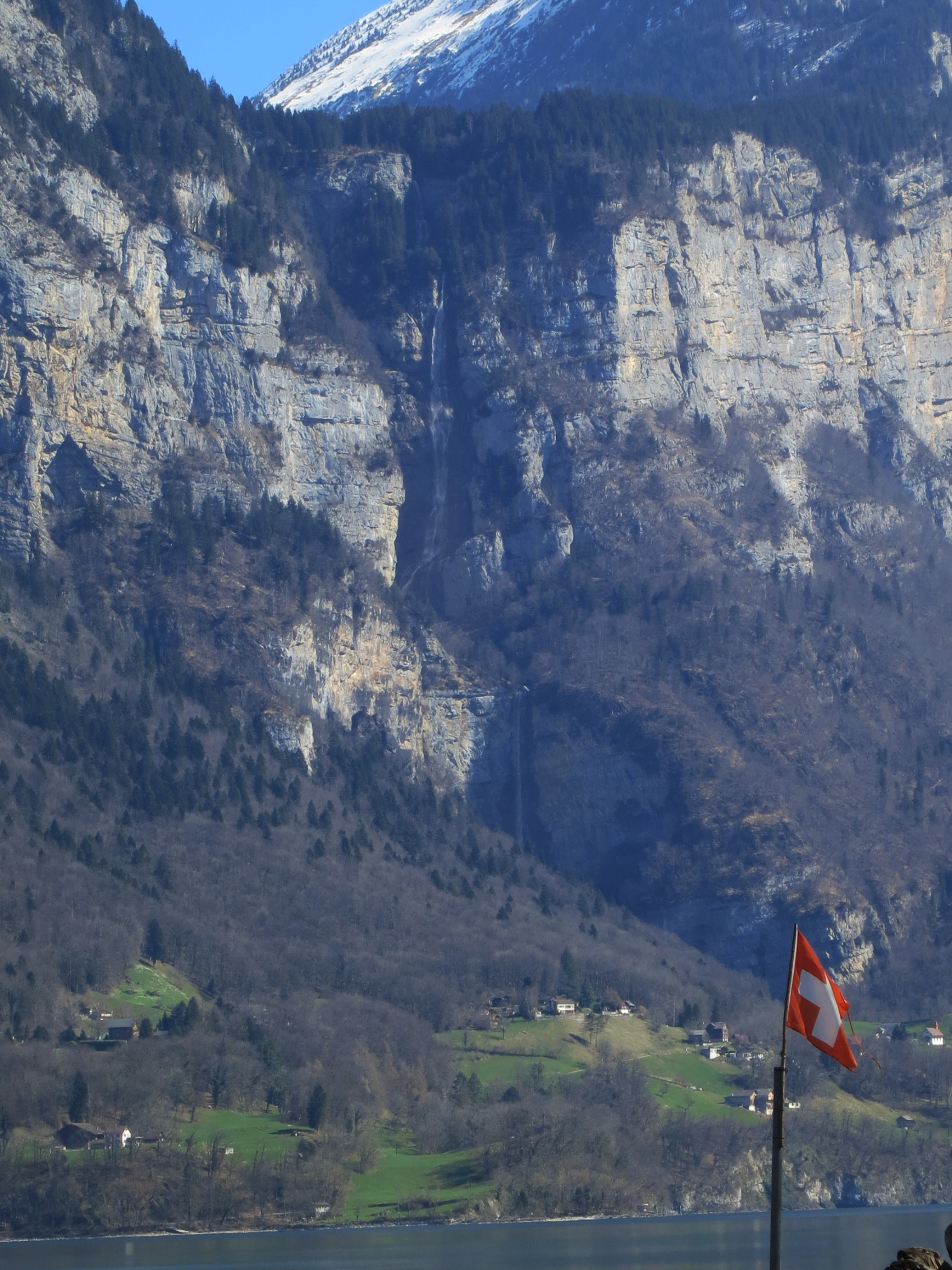
Seerenbachwaterval vanaf de Gäsi gezien, Weesen